# 사랑의 책방
사랑의 책방은 KBS 3라디오에서 방송했던 라디오 독서 프로그램이다.

## 역사
2003년 10월 20일에 첫방송을 시작했으며, 원래는 30분 방송이었으나, 2004년 4월 26일부터 1시간 방송으로 확대되었고, 2016년 6월 6일부터 2016년 10월 23일까지 임시 결방되어 결방 기간 동안 해당 시간대에  《토닥토닥 마음정비소》가 임시 편성됐다가, 2016년 10월 24일에 다시 방영을 재개했으나, 2019년 6월 9일 방송을 마지막으로 16년만에 폐지되었다.

## 진행
- 홍소연 아나운서

## 역대 방송시간
※ 방송 기간 중 KBS 3라디오 생, 재방송과 더불어서 KBS 1라디오에서 2013년 4월 14일부터 2019년 6월 9일 폐지 때까지 일요일에만 본방송을 하기도 했다.
| 방송 채널   | 방송 기간                          | 방송 시간                                                                          | 비고       |
| ----------- | ---------------------------------- | ---------------------------------------------------------------------------------- | ---------- |
| KBS 3라디오 | 2003년 10월 20일 ~ 2004년 4월 25일 | 매일 밤 8:30 ~ 밤 9:00 (생방송), 매일 새벽 1:00 ~ 새벽 1:30 (재방송)               | 생, 재방송 |
| KBS 3라디오 | 2004년 4월 26일 ~ 2005년 5월 1일   | 매일 밤 8:00 ~ 밤 9:00 (생방송), 매일 새벽 2:00 ~ 새벽 3:00 (재방송)               | 생, 재방송 |
| KBS 3라디오 | 2005년 5월 2일 ~ 2006년 4월 22일   | 월~토요일 아침 6:00 ~ 아침 7:00 (생방송), 월~토요일 밤 9:00 ~ 밤 10:00 (재방송)    | 생, 재방송 |
| KBS 3라디오 | 2006년 4월 24일 ~ 2010년 4월 17일  | 월~토요일 아침 6:00 ~ 아침 7:00 (생방송), 월~토요일 오후 3:00 ~ 오후 4:00 (재방송) | 생, 재방송 |
| KBS 3라디오 | 2011년 11월 7일 ~ 2016년 5월 8일   | 매일 아침 7:00 ~ 아침 8:00 (생방송), 매일 밤 8:00 ~ 밤 9:00 (재방송)               | 생, 재방송 |
| KBS 3라디오 | 2016년 5월 9일 ~ 2016년 6월 5일    | 매일 아침 6:00 ~ 아침 7:00 (생방송), 매일 저녁 7:00 ~ 밤 8:00 (재방송)             | 생, 재방송 |
| KBS 3라디오 | 2016년 10월 24일 ~ 2019년 6월 9일  | 매일 아침 6:00 ~ 아침 7:00 (생방송), 매일 저녁 7:00 ~ 밤 8:00 (재방송)             | 생, 재방송 |
| KBS 3라디오 | 2010년 4월 19일 ~ 2011년 11월 5일  | 월~토요일 아침 6:00 ~ 아침 7:00                                                    | 생방송     |
| KBS 1라디오 | 2013년 4월 14일 ~ 2016년 6월 5일   | 일요일 새벽 1:00 ~ 새벽 2:00                                                       | 1R 본방송  |
| KBS 1라디오 | 2016년 10월 30일 ~ 2018년 9월 30일 | 일요일 새벽 1:00 ~ 새벽 2:00                                                       | 1R 본방송  |
| KBS 1라디오 | 2018년 10월 7일 ~ 2019년 6월 9일   | 일요일 새벽 2:00 ~ 새벽 3:00                                                       | 1R 본방송  |